# Platja de la central nuclear de Vandellòs
La platja de la central nuclear de Vandellòs és una petita platja natural del municipi de Vandellós i l'Hospitalet de l'Infant (Baix Camp) situada al sud de la Punta Grossa, entre la cala Justell, al nord-est, i la cala Ronyosa, al sud-oest, rodejada pels terrenys de la central nuclear de Vandellòs. Té una longitud de 71 metres i una amplada mitjana de 16 metres, formada per sorres.
El fons marí davant de la platja presenta una praderia de posidònia oceànica, d'alt valor ecològic, amb una macrofauna que evidencia l'absència d’espècies indicadores de contaminació i confirmen que l’activitat de CN Vandellòs II no comporta efectes negatius sobre la salut de la fauna marina que viu al seu entorn, d'acord amb els estudis de vigilància ambiental que l'empresa efectua periòdicament. També hi ha una important població de nacres, una espècie amenaçada de mol·lusc bivalve endèmic del mar Mediterrani, gràcies a l'escassa activitat humana en l'entorn de la central nuclear, degut a les restriccions de seguretat.